# Antiga estació del ferrocarril (Xerta)
L'Antiga estació del ferrocarril és un edifici de Xerta (el Baix Ebre) protegit com a Bé Cultural d'Interès Local.

## Descripció
Edifici amb coberta a dues vessants. Consta de planta baixa i un pis. La façana principal acaba amb un frontó mixtilini, aquesta façana té un porxo que servia per accedir a l'entrada principal i que esdevé terrassa pel primer pis. El primer pis té uns balcons, alguns d'ells amb trencaaigües com a element decoratiu.

## Història
Formà part de l'antiga línia de ferrocarril del Val de Zafán. Eliminada la línia, d'ençà del 1971 el tren ja no circula per Xerta.